# Comuna Vâlcănești, Prahova
Vâlcănești este o comună în județul Prahova, Muntenia, România, formată din satele Cârjari, Trestioara și Vâlcănești (reședința).

## Așezare
Comuna se află în centrul județului, pe valea Râul Cosmina, în zona cursului său mediu. Este traversată de șoseaua județeană DJ218, care o leagă spre nord de Cosminele și spre sud de Dumbrăvești.

## Zone de relief
Teritoriul comunei Vâlcănești se află în plină zonă subcarpatică, mai exact în zona de contact între Subcarpații interni și cei externi, fiind parte integrantă din depresiunea Mislea-Podeni.În Dicționarul geografic al Județului Prahova din anul 1987, sunt menționate câteva dealuri și văi ca: Măgura Neagră, Măgura Trestioara, Movila de la Furca Puțului, pârâul Mocanului, Hodoroaga, Vâlceaua de pe Vale, Fântână, Chilia, Urzicaru, Tulburea, Valea Mandi, Ursului, Valea Burții, Valea cu Nuci, Poiana cu Scai care și-au menținut denumirile până în ziua de azi.

## Clima
Prin poziția sa geografică, localitatea Vâlcănești se încadrează în climatul temperat continental, specific țării noastre, având însă unele particularități caracteristice regiunilor deluroase.
Altitudinea vetrei localității noastre (350 m în N și 200 m în S) determină să nu avem nici călduri excesive și nici geruri puternice. Este o zonă adăpostită, predomină zilele cu calm, iar viscolul nu se resimte iarna.
Regimul termic. Valorile medii anuale pe vale sunt între 9º – 11ºC, iar pe înălțimi de 8º – 9ºC. Temperatura medie a iernii se încadrează între (-3º)- (-4)ºC, iar temperatura medie a verii între 19º -20 ºC.
Regimul înghețului. Primul îngheț apare în a doua parte a lunii octombrie și cel mai târziu în noiembrie. Primăvara cel mai timpuriu îngheț în a doua parte a lunii martie și cel mai târziu în prima jumătate a lunii aprilie.
Regimul precipitațiilor. Acestea sunt cuprinse între 600-800 mm pe an și sunt repartizate neuniform în timpul unui an. Seceta îndelungată din anul 2000 a determinat scăderea nivelului apelor din fântâni.
Regimul eolian. În depresiune domnește calmul. Pe crestele dealurilor pătrunde crivățul. În lunile iulie-august pătrunde aerul tropical.
În concluzie se poate vorbi de un topoclimat determinat de relieful local, orientarea și deschiderea văii Cosmina și curenților de aer ce se scurg pe formele de relief.

## Apele
Rețeaua hidrografică din zonă este tributară râului Teleajen, afluent de ordinul I al Prahovei. Râul principal care drenează depresiunea Vâlcănești-Trestioara este Cosmina, care își are obârșia în dealul Măceșu (815 m) de unde izvorăște și Mislea.
Râul Cosmina se formează la origine din două pâraie și izvorăște din partea de NE a dealului Măceșu (Crucea Domnitorului-sat Melicești).
În comuna noastră râul Cosmina primește afluenți pe stânga (Sărata, Glodul Mic și Glodul Mare) și pe dreapta (Valea Izvorului).
Alimentarea cu apă potabilă a localității este asigurată din pânzele de ape subterane prin fântâni și din izvoarele locale. O parte din satul Vâlcănești (Brânzari) situat pe masiv de sare nu are fântâni, oamenii fiind nevoiți să-și aducă apa potabilă de la distanțe mari. Se impune aprovizionarea cu apă potabilă a localității fie prin amenajarea izvoarelor locale, fie prin aducerea apei de la distanță din râul Teleajen (Găvănel).

## Solurile
Pe teritoriul comunei se întâlnesc solurile brune de pădure și brun roșcate de pădure cu nivel scăzut de fertilitate, dar bune pentru pomii fructiferi. Pe solurile din lunca văii Cosmina se cultivă porumbul, cartoful și plantele furajere.

## Demografie
Componența etnică a comunei Vâlcănești
     Români (87,39%)
     Romi (6,38%)
     Alte etnii (0,25%)
     Necunoscută (5,98%)
Componența confesională a comunei Vâlcănești
     Ortodocși (88,32%)
     Adventiști (3,24%)
     Creștini după evanghelie (1,02%)
     Alte religii (1,02%)
     Necunoscută (6,41%)
Conform recensământului efectuat în 2021, populația comunei Vâlcănești se ridică la 3.244 de locuitori, în scădere față de recensământul anterior din 2011, când fuseseră înregistrați 3.502 locuitori. Majoritatea locuitorilor sunt români (87,39%), cu o minoritate de romi (6,38%), iar pentru 5,98% nu se cunoaște apartenența etnică. Din punct de vedere confesional, majoritatea locuitorilor sunt ortodocși (88,32%), cu minorități de adventiști (3,24%) și creștini după evanghelie (1,02%), iar pentru 6,41% nu se cunoaște apartenența confesională.

## Politică și administrație
Comuna Vâlcănești este administrată de un primar și un consiliu local compus din 13 consilieri. Primarul, Adrian Manole[*], de la Partidul Național Liberal, este în funcție din 2008. Începând cu alegerile locale din 2024, consiliul local are următoarea componență pe partide politice:
|  | Partid                          | Consilieri | Componența Consiliului | Componența Consiliului | Componența Consiliului | Componența Consiliului | Componența Consiliului | Componența Consiliului | Componența Consiliului |
|  | ------------------------------- | ---------- | ---------------------- | ---------------------- | ---------------------- | ---------------------- | ---------------------- | ---------------------- | ---------------------- |
|  | Partidul Național Liberal       | 7          |                        |                        |                        |                        |                        |                        |                        |
|  | Partidul Social Democrat        | 3          |                        |                        |                        |                        |                        |                        |                        |
|  | Forța Dreptei                   | 2          |                        |                        |                        |                        |                        |                        |                        |
|  | Alianța pentru Unirea Românilor | 1          |                        |                        |                        |                        |                        |                        |                        |

## Istorie
La sfârșitul secolului al XIX-lea, comuna Vâlcănești făcea parte din plaiul Vărbilău al județului Prahova, fiind formată din satele Cârjari și Vâlcănești, având în total 1170 de locuitori. În comună funcționa o școală deschisă în 1881 și două biserici ortodoxe (datând respectiv din anii 1859 și 1869). Satul Trestioara forma pe atunci o comună de sine stătătoare în același plai, având 475 de locuitori și o biserică ortodoxă fondată în 1842. Această din urmă comună a fost desființată în scurt timp, fiind inclusă în comuna Vâlcănești deja la 1925, aceasta având atunci 2714 locuitori.
În 1950, comuna Vărbilău a fost inclusă în raionul Teleajen din regiunea Prahova și apoi (după 1952) din regiunea Ploiești. În 1968 a redevenit parte a județului Prahova, reînființat.